# Fronésis
Fronésis (řecky φρόνησις) označuje v Aristotelově etice základní ctnost, praktickou moudrost, schopnost správně jednat, prozíravost.
Aristotelés rozlišuje dvě intelektuální ctnosti:
1. teoretickou moudrost (sofia) čili schopnost správně přemýšlet o povaze věcí a světa, která rozvažuje o obecných věcech a vede k vědění;
2. praktickou moudrost (fronésis, od frén, původně bránice, srdce, nitro, později mysl, rozum), schopnost uvažovat o tom, jak máme jednat a proč, abychom měnili svět a hlavně sami sebe k lepšímu.

Fronésis se získává časem a zkušeností:
“Mladí lidé mohou dosáhnout dokonalosti v geometrii a v matematice, ale zdá se, že prozíraví (fronimoi) být nemohou. Prozíravost se totiž týká jak obecných věcí, tak jednotlivých, a jednotlivé věci se poznávají zkušeností, která mladým lidem chybí, neboť vyžaduje jistý čas.“ 

Fronésis se týká toho, jak máme jednat v určité situaci. I mladý člověk se může naučit zásadám, ale jejich uplatnění ve skutečnosti vyžaduje zkušenost se světem. Tak člověk může vědět, že má být poctivý, ale v určité situaci může jednat tak, že tím někoho urazí; umět vyvažovat poctivost a jiné ohledy vyžaduje zkušenost.
Ve středověké etice je fronésis (prudentia) jednou z kardinálních ctností. V moderní době se tento pojem opět oživil v politické filosofii a v debatě o metodách sociálních věd, zejména v díle H. Arendtové, H. G. Gadamera, A. MacIntyra a Leo Strausse.
Bent Flyvbjerg, dánský profesor managementu, se v knize „Aby na společenských vědách záleželo“ přimlouvá, aby společenské vědy nenapodobovaly přírodní vědy, nýbrž aby fungovaly jako „fronetické vědy“ a soustředily se na následující čtyři otázky:
1. Kam jdeme?
2. Kdo získává a kdo ztrácí, jakými mechanismy moci?
3. Je takový vývoj žádoucí?
4. Co s tím máme dělat – pokud vůbec něco?[2]